# Ager Aketxe
Ager Aketxe Barrutia (Bilbau, 30 de dezembro de 1993) é um futebolista profissional espanhol que atua como meio-campo.

## Títulos
Athletic Bilbao
- Supercopa da Espanha: 2015